# Catocala hillii
Catocala hillii är en fjärilsart som beskrevs av Augustus Radcliffe Grote 1883. Catocala hillii ingår i släktet Catocala och familjen nattflyn. Inga underarter finns listade i Catalogue of Life.